# Eulaema polyzona
Eulaema polyzona là một loài Hymenoptera trong họ Apidae. Loài này được Mocsáry mô tả khoa học năm 1897.